# Gnophos sacraria
Gnophos sacraria là một loài bướm đêm trong họ Geometridae.